# Sado (film)
Cet article concerne le film. Pour le portrait, voir prince Sado.
Pour plus de détails, voir Fiche technique et Distribution.
Sado (hangeul : 사도 ; RR : sa-do) est un film dramatique historique sud-coréen réalisé par Lee Joon-ik, sorti en 2015.
Le film est sélectionné comme entrée sud-coréenne pour l'Oscar du meilleur film en langue étrangère à la 88e cérémonie des Oscars qui s'est déroulée en 2016.

## Synopsis
Durant le règne du roi Yeongjo, le prince héritier du trône, Sado, 27 ans, est jugé inapte à gouverner et est condamné à mort par son propre père. Il est enfermé dans une caisse de riz pendant huit jours jusqu'à ce qu'il meure affamé et étouffé.

## Fiche technique
- Titre original : 사도
- Titre international : The Throne
- Réalisation : Lee Joon-ik
- Scénario : Jo Cheol-hyeon, Lee Song-won et Oh Seung-hyeon
- Décors : Kang Seung-yong
- Costumes : Lee Ji-yeon et Shim Hyun-seob
- Photographie : Kim Tae-gyeong
- Son : Choi Tea-yeong
- Montage : Kim Sang-beom et Kim Jae-beom
- Musique : Bang Joon-seok
- Production : Oh Seung-hyeon
- Société de distribution : Showbox
- Pays d'origine :  Corée du Sud
- Langue originale : coréen
- Format : couleur
- Genre : drame historique
- Durée : 125 minutes
- Date de sortie : 
  - Corée du Sud : 16 septembre 2015

## Distribution
- Song Kang-ho : le roi Yeong-jo
- Yoo Ah-in : le prince Sado
- Moon Geun-young : la princesse Hong
- Kim Hae-sook : la reine In-won (en)
- Park Won-sang : le Premier ministre Hong Bong-han
- Jeon Hye-jin : Yeong-bin
- Jin Ji-hee : la princesse Hwawan (en)
- Park So-dam : la demoiselle d'honneur
- Seo Yea-ji : la reine Jeongsun (en)
- Lee Dae-yeon : Kim Sang-ro
- Kang Seong-hae : Kim Han-gu
- Choi Deok-moon : Hong In-han
- Jung Suk-yong : Eunuch Hong
- Choi Min-cheol : Chae Je-gong
- Park Myeong-shin : la reine Jeongseong (en)
- Son Deok-gi : Hong Nak-in
- So Ji-sub : le roi Jeongjo (caméo)

## Production

### Développement
Le scénario se complète en décembre 2013.

### Attribution des rôles
L'acteur Yoo Ah-in se joint, en mai 2014, au réalisateur pour le rôle-titre, au côté de l'actrice Moon Geun-young alors pressentie en la princesse Hong.
Song Kang-ho rejoint ces acteurs quelques jours plus tard dans le même mois et se voit interpréter le roi Yeong-jo, père du prince Sado, ainsi que Kim Hae-sook, Park Won-sang et Jeon Hye-jin.

### Tournage
Alors que le tournage est planifié en automne, l'équipe commence à filmer plus tôt, à partir du 18 juillet 2014.